# Del Harris
Delmer William Harris, detto Del (Plainfield, 18 giugno 1937), è un allenatore di pallacanestro e dirigente sportivo statunitense.
Dal 2022 è membro del Naismith Memorial Basketball Hall of Fame in qualità di contributore.

## Palmarès
- Naismith Memorial Basketball Hall of Fame (2022)
- NBA Coach of the Year (1995)
- John Bunn Award (2019)